# Почесна відзнака Президента України
Почесна відзнака Президента України — перша нагорода незалежної України — відзнака Президента України, заснована Президентом України Л. М. Кравчуком відповідно до пункту 9-2 статті 114-5 діючої у 1992 р. Конституції України для нагородження громадян за особисті заслуги у розбудові суверенної, демократичної держави, розвитку економіки, науки і культури України, за активну миротворчу, благодійну, милосердну, громадську діяльність.
Нагородження відзнакою здійснювалися у 1992 — 1996 роках, до заснування наступника нагороди — відзнаки Президента України — ордена «За заслуги». Особи, нагороджені Почесною відзнакою Президента України, іменуються кавалерами ордена «За заслуги» і зберігають право носіння вручених їм знаків Почесної відзнаки Президента України.
Автор і розробник дизайну відзнаки — Юхим Вікторович Харабет, гравер — Леонід Федорович Толстов.

## Історія нагороди
- 18 серпня 1992 року Указом Президента України Л. М. Кравчука № 418/92 заснована Почесна відзнака Президента України. Указом також затверджені Положення та опис відзнаки.

- Серпень 1992 року — відзнакою № 1 був нагороджений Олесь Гончар.

- 22 вересня 1996 року Указом Президента України Л. Д. Кучми № 870/96 заснована відзнака Президента України — орден «За заслуги» I, II, III ступеня. Указом також затверджені Статут відзнаки та опис знаків ордена. До нагороджених орденом «За заслуги» були прирівнені особи, нагороджені Почесною відзнакою Президента України; припинено подальше нагородження Почесною відзнакою Президента України.

- 5 жовтня 1996 року — останній указ Президента про нагородження Почесною відзнакою Президента України.

- 16 березня 2000 року Верховна Рада України прийняла Закон України «Про державні нагороди України», у якому була встановлена державна нагорода України — орден «За заслуги» I, II, III ступеня. Було установлено, що дія цього Закону поширюється на правовідносини, пов'язані з нагородженням осіб, нагороджених відзнаками Президента України до набрання чинності цим Законом; рекомендовано Президентові України привести свої укази у відповідність із цим Законом.

- 19 квітня 2006 року Указом Президента України В. А. Ющенка № 316/2006 нагородження Почесною відзнакою Президента України було поширене на військовослужбовців Державної кримінально-виконавчої служби України. Разом з тим, нагородження після 1996 року не здійснювалися.

## Положення про Почесну відзнаку Президента України
Почесною відзнакою Президента України нагороджуються:
- громадяни України за особисті заслуги у розбудові суверенної, демократичної, правової держави, в економічній, науково-технічній, гуманітарній, соціально-культурній сферах, вихованні дітей, у захисті державних інтересів і піднесенні міжнародного авторитету України, активну миротворчу, благодійну, милосердну, громадську діяльність на благо України та своїх співвітчизників;

- військовослужбовці Збройних Сил України, Національної гвардії, Прикордонних військ, Служби безпеки, Управління державної охорони, цивільної оборони України та інших військових формувань, особи рядового і начальницького складу органів внутрішніх справ за особисті заслуги у забезпеченні обороноздатності України, зміцненні її безпеки та суверенітету, захисті конституційних прав і свобод громадян, за мужність і відвагу, виявлені при врятуванні людей і матеріальних цінностей, ліквідації наслідків стихійного лиха;

- громадяни іноземних держав за заслуги перед Україною.

Рішення про нагородження Почесною відзнакою приймає особисто Президент України.
Почесною відзнакою Президента України може бути нагороджений будь-який громадянин України. Обмеження щодо кількості нагороджених не встановлюються. Нагородження Почесною відзнакою проводиться, як правило, щорічно напередодні 24 серпня — Дня незалежності України. Нагородження може бути проведено і в інший час за рішенням Президента України. Нагородження Почесною відзнакою може бути проведено посмертно.
Повторне нагородження Почесною відзнакою Президента України не проводиться.
Почесна відзнака Президента України разом з мініатюрою та грамотою про нагородження нею вручається особисто Президентом України або за його уповноваженням посадовими особами органів державної виконавчої влади. У випадках нагородження посмертно — передаються сім'ям для зберігання як пам'ять.
Почесну відзнаку Президента України носять на правій стороні грудей.

## Опис Почесної відзнаки Президента України
- Лицьова сторона Почесної відзнаки Президента України має вигляд чотирипроменеподібної зірки із заокругленими кутами та позолоченою окантовкою по краях.

- Промені зірки залиті гарячою емаллю малинового кольору. Зірка розміщена на основі, що являє собою високорельєфний декор у вигляді стилізованого українського національного орнаменту. Посередині зірки із лаврової та дубової гілок утворений рельєфний вінок, у центрі якого — фон блакитного кольору. На фоні розміщено рельєфний золотий тризуб — Малий Герб України.

- Розмір знака — 37,2×37,2 мм.

- Почесна відзнака за допомогою кільця з вушком з'єднується з фігурною колодкою, обтягнутою муаровою стрічкою малинового кольору з вузькою смужкою кольорів Державного прапора України по вертикалі з правого боку. Довжина стрічки 45 мм, ширина — 28 мм. Колодка з Почесною відзнакою за допомогою шпильки прикріплюється до одягу.

- Зірка виготовляється з позолоченого томпаку, основа і колодка — з нейзильберу, вінок із тризубом — із срібла з позолотою.

- На зворотній стороні Почесної відзнаки у чотири рядки написано рельєфними літерами слова: «ПОЧЕСНА ВІДЗНАКА ПРЕЗИДЕНТА УКРАЇНИ» та вказано порядковий номер, оскільки відзнака є іменна.

- Мініатюра Почесної відзнаки Президента України (так званий фрачний варіант) виготовляється у розмірі 22 мм діаметром. Висота колодки — 30 мм, ширина — 18 мм.

У концепції ордена «За заслуги» збережена спадкоємність першої нагороди незалежної України — Почесної відзнаки Президента України.

## Статистика нагороджень
Почесною відзнакою Президента України було відзначено 630 осіб.
| Рік                    | 1992 | 1993 | 1994 | 1995 | 1996 |
| ---------------------- | ---- | ---- | ---- | ---- | ---- |
| Кількість нагороджених | 14   | 32   | 131  | 186  | 267  |